# Ваља Каселор (Арђеш)
Ваља Каселор (рум. Valea Caselor) насеље је у Румунији у округу Арђеш. Oпштина се налази на надморској висини од 690 m.

## Становништво
Према подацима из 2011. године у насељу је живело 2528 становника.